# Marie Thornam
Marie Elise Thornam (født 12. marts 1857 i Lyngby, død 24. april 1901) var en dansk landskabsmalerinde. Hun var datter af Christian Thornam.
Marie Thornam hjalp som barn sin fader med koloreringen af tegningerne til Flora Danica. Hun lærte at male hos Hans Fischer og Andreas Fritz og udstillede fra 1887 landskaber.

## Ekstern henvisning
- Marie Thornam på Kunstindeks Danmark/Weilbachs Kunstnerleksikon